# Sulitest
Le Sustainability Literacy Test, ou Sulitest, est une association créée en 2014 qui propose une certification standardisée visant à sensibiliser et à évaluer des connaissances dans le domaine du développement soutenable.

## Histoire
À la suite de la conférence des Nations unies sur le développement durable de 2012, deux professeur de la Kedge Business School, Aurélien Decamps et Jean-Christophe Carteron, ont lancé l'idée d'un test de développement durable, sur le modèle du TOEIC ou du code de la route. Soutenue par l'école et l'ONU, le test est créé en 2014, d'abord en interne de l'école avec comme objectif de sensibiliser et de donner une photographie des compétences des élèves sur la question.
En 2018, outre que Kedge l'impose à ses élèves en entrée et sortie de cursus, Sulitest revendique plus de 70 000 test passés dans 60 pays, la majorité étant en Europe, et particulièrement en France, avec plus de 650 universités et entreprises qui ont fait la démarche de proposer le test.
En 2023, l'association lance TASK, qui est reconnu comme un outil de certification. 21 établissements supérieurs s'engagent alors à le faire passer à leurs frais à au moins 75% de leurs étudiants (EPISEN, CY Université, ECE, Ecole des Ponts ParisTech, EM Normandie, ENSEA, ENSG, ENTPE, ESCE, ESME, ESSEC Business School, Excelia, Grenoble Ecole de Management, HEC Montréal, IÉSEG, IMT Business School, KEDGE Business School, Paris Saclay University, School of Business-University of Cairo, Sup de Vente Paris/ESSYM, UniLasalle, YNOV Campus).